# Маркироло
Маркиро̀ло (на италиански: Marchirolo; на ломбардски: Marchiröo, Маркирьоо) е малко градче и община в Северна Италия, провинция Варезе, регион Ломбардия. Разположено е на 500 m надморска височина. Населението на общината е 3450 души (към 2017 г.).